# Teya Dora
Teodora Pavlovska (srbsko cirilsko Теодора Павловска) poklicno znana kot Teya Dora, srbska pevka, besedilopiska in glasbena producentka * 1. maj 1992.

## Zgodnje življenje
Pavlovska se je rodila 1. maja 1992 v Boru. Njen oče je bil slikar in grafični oblikovalec, njena mama pa je pisateljica in novinarka Večernjih novosti.  Po selitvi v Beograd je začela obiskovati glasbeno šolo, prek katere je prejela štipendijo za študij glasbe v Bostonu v ZDA. Leta 2014 je diplomirala na kolidžu. Po diplomi je živela v New Yorku, kjer je delala kot besedilopiska.

## Kariera
Po vrnitvi v Srbijo leta 2018 je najprej začela sodelovati s pevko Nikolijo, istega leta je za njo napisala singel »Nema limita«. Nato je nadaljevala je s pisanjem pesmi za druge srbske izvajalce. Njena prva pesem pod umetniškim imenom Teya Dora »Da na meni« je izšel julija 2019 pri založbi Bassivity Digital. Njeno umetniško ime izhaja iz dejstva, da Američani med študijem v Bostonu niso znali izgovoriti njenega imena; »Teya Dora« pa je bila najbližje izgovoru Teodora.
Po več napisanih pesmih je Teya Dora leta 2023 postala prepoznavna s pesmijo »Džanum«, posneto za televizijsko serijo Južni vetar: Na granici. Pesem je postala mednarodno znana na TikToku. Uradni videospot za pesem je zbral več kot 75 milijonov ogledov na YouTubu in več kot sto milijonov predvajanj na Spotifyju. Poleg tega se je pesem dne 22. maja uvrstil na četrto mesto Spotifyjeve lestvice ''Daily Viral Songs Global''; Teya Dora pa je postala tretja srbska izvajalka, ki ima na Spotifyju več kot milijon mesečnih poslušalcev. Preostala dva izvajalca, Konstrakta in Luke Black, sta to uspeh dosegla zaradi Pesmi Evrovizije.

### Pesem Evrovizije
Decembra 2023 je bila Teya Dora razglašena za tekmovalko srbskega nacionalnega izbora za Pesem Evrovizije 2024 s pesmijo »Ramonda«. Na izboru je 2. marca 2024 zmagala ter tako postala Srbska predstavnica na Pesmi Evrovizije 2024 v Malmöju na Švedskem. Teya Dora je nastopila v prvem polfinalu 7. maja in se uvrstila v finale, kjer je zasedla 17. mesto s 54 točkami.

## Diskografija

### Pesmi
| Naslov                                                                             | Leto | Najvišja uvrstitev na lestvicah | Najvišja uvrstitev na lestvicah | Najvišja uvrstitev na lestvicah | Album |
| Naslov                                                                             | Leto | AUT                             | HRV                             | LTU                             | Album |
| ---------------------------------------------------------------------------------- | ---- | ------------------------------- | ------------------------------- | ------------------------------- | ----- |
| »Da na meni je«                                                                    | 2019 | —                               | —                               | —                               | —     |
| »Oluja«                                                                            | 2020 | —                               | —                               | —                               | —     |
| »Ulice« (skupaj s Nikolijo)                                                        | 2021 | —                               | —                               | —                               | —     |
| »U ilegali«                                                                        | 2022 | —                               | —                               | —                               | —     |
| »Vozi me«                                                                          | 2022 | —                               | —                               | —                               | —     |
| »Džanum«                                                                           | 2023 | 43                              | 6                               | —                               | —     |
| »ATaMala« (skupaj s Albino)                                                        | 2023 | —                               | —                               | —                               | —     |
| »Ramonda«                                                                          | 2024 | —                               | 19                              | 66                              | —     |
| »—« označuje singel, ki se ni uvrstil na lestvico ali ni bil izdan na tem ozemlju. |      |                                 |                                 |                                 |       |